# Acanthopsyche zernyi
Acanthopsyche zernyi is een vlinder van de familie van de zakjesdragers (Psychidae), van de onderfamilie van de Oiketicinae. De wetenschappelijke naam van deze soort is voor het eerst voorgesteld door Jean Bourgogne in een publicatie uit 1964.

## Verspreiding
De soort komt voor in Nigeria en Tanzania.

## Ondersoorten
- Acanthopsyche zernyi dioica Bourgogne, 1964 (Nigeria)
- Acanthopsyche zernyi zernyi Bourgogne, 1964 (Tanzania)